# Klein Behnitzer See
Der Klein Behnitzer See ist ein eiszeitlich gebildeter Rinnensee. Er liegt im Land Brandenburg im Stadtgebiet Nauens im Landkreis Havelland. Zu- und Abfluss des Sees ist der vom nördlich gelegenen Groß Behnitzer See kommende Klinkgraben, der den Klein Behnitzer See nach Süden zum Riewendsee drainiert. Am Westufer liegt das Dorf Klein Behnitz, nach dem der See benannt ist.

## Entstehungsgeschichte
Der Klein Behnitzer See entstand wie alle natürlichen Seen der Umgebung nach der letzten, der Weichselkaltzeit. Von Nordosten nach Südwesten vorschiebendes Inlandeis und unter Druck stehendes zirkulierendes Schmelzwasser formten eine glaziale Rinne, die Beetzseerinne aus. Nach dem Abtauen des Gletschereises füllten sich die Becken der Rinne mit Grund- und Oberflächenwasser, sodass sich die heutige Kette mehrerer Seen bildete. Der See wird über Klinkgraben, Riewendsee und Beetzsee zur Havel entwässert.

## Wasserverlust, Verlandungsprozess
Seit Anlage eines Abflussgrabens, des Klinkgrabens, vom Groß Behnitzer See und Klein Behnitzer See zum Riewendsee verlieren beide deutlich an Volumen und Fläche. So ist der ehemals einzelne, langgezogene See bereits spätestens im frühen 19. Jahrhundert in zwei Seen zerfallen. Noch im späten 18. Jahrhundert waren Groß Behnitzer und der Klein Behnitzer See ein zusammenhängendes Gewässer. Weiterhin verlieren beide Gewässer Wasser und Fläche. Deutlicher ist dieser Prozess am Klein Behnitzer See zu erkennen, der noch 1880 der größere der beiden Seen war, im frühen 21. Jahrhundert jedoch deutlich kleiner als der Groß Behnitzer See ist. Die verlorenen Wasserflächen werden von moorigen, sumpfigen Böden und einem ausgedehnten Schilfgürtel bedeckt. So liegt auch das ehemalige Fischerhaus, welches einst am Ostufer des Sees lag, heute an den Verlandungsflächen zwischen beiden Seen.